# Diecéze Butrint
Diecéze Butrint (latinsky Buthrotius, Buthrotum, italsky Butrinto, albánsky Butrint, Butrinti) je titulární diecéze římskokatolické církve, založená roku 1933 a pojmenovaná podle starého města Butrint v oblasti Epirus (14 km jižně od dnešního města Saranda v jižní Albánii). Diecéze byla původně založena v 6. století, zanikla v 15. století a bývala sufragannou arcidiecéze nicopolské.

## Titulární biskupové
| hodnost          | jméno                  | úřad                                                     | od                 | do                 |
| ---------------- | ---------------------- | -------------------------------------------------------- | ------------------ | ------------------ |
| titulární biskup | Louis-Bertrand Tirilly | apoštolský vikář diecéze Taiohae (Francouzská Polynésie) | 16. listopadu 1963 | 21. června 1966    |
| titulární biskup | George Frendo          | pomocný biskup tiransko-dračský (Albánie)                | 7. července 2006   | 17. listopadu 2016 |
| titulární biskup | Giovanni Salonia       | pomocný biskup palermský (Itálie)                        | 10. února 2017     | 27. dubna 2017     |
| titulární biskup | Zdenek Wasserbauer     | pomocný biskup pražský (Česko)                           | 23. ledna 2018     |                    |